# کوکی موریتاکا
کوکی موریتاکا (انگلیسی: Kuki Moritaka; ۱ ژانویهٔ ۱۵۷۳ – ۱ ژانویهٔ ۱۶۳۲) سامورایی اهل ژاپن، ژنرال و دریاسالار در خدمت توکوگاوا ایه‌یاسو و پسر کوکی یوشیتاکا، یکی از ژنرال‌های برتر تویوتومی هیده‌یوشی بود.
در سال‌های آخر قرن شانزدهم، کوکی موریتاکا از توکوگاوا ایه‌یاسو در تلاش برای قدرت حمایت کرد، در حالی که پدرش برای طرف مقابل جنگید و از ایشیدا میتسوناری حمایت کرد. پس از پیروزی توکوگاوا، موریتاکا به عنوان ارباب خاندانش (هان (ژاپن)) (تیول) تأیید شد که از ۲۶۰۰۰ ککو به ۴۶۰۰۰ در ثروت و قدرت افزایش یافت. پس از آن، موریتاکا یک افسر ژنرال وفادار به توکوگاوا باقی ماند و فرماندهی ناوگانی را در محاصره اوساکا در ۱۶۱۴–۱۶۱۵ بر عهده داشت.